# Берег (Бежецкий район)
Берег (карел. Ber’oga) —  опустевший хутор в Бежецком районе Тверской области. Входит в состав Житищенского сельского поселения.

## География
Находится в восточной части Тверской области на расстоянии приблизительно 25 км по прямой на юг от районного центра города Бежецк.

## История
На карте 1941 года здесь было отмечено безымянное строение, на карте 1978 года уже населенный пункт отмечен с настоящим названием.

## Население
Численность населения не была учтена как в 2002 году, так и в 2010.